# En rouge et noir
Singles de Jeanne Mas
Cœur en stéréo
(1985) L'Enfant
(1986)
Pistes de Femmes d'aujourd'hui
La Geisha
(1) Ideali
(3)
En rouge et noir est une chanson française de 1986 interprétée par Jeanne Mas, parue sur son deuxième album studio Femmes d'aujourd'hui. Elle est sortie en tant que premier single de l'album en avril 1986.
Classé no 1 au Top 50, c'est aujourd'hui le titre probablement le plus connu de cette artiste.

## Historique
Après avoir connu le succès avec des titres comme Toute première fois et Johnny, Johnny, Jeanne Mas cherche des idées pour son nouvel album, et se souvient d'une maquette enregistrée trois ans auparavant, dont elle aimait bien les couplets mais pas le refrain. Elle écrit les paroles à Rome où elle réside à l'époque, en songeant à Stendhal et son célèbre roman Le Rouge et le Noir, et décide de changer le refrain. En rouge et noir est une fusion de deux chansons, ce qui explique les quatre auteurs crédités pour la composition.

## Versions
Il existe différentes versions de En rouge et noir. Une version démo datant de 1983 avec un refrain différent de celui qu'on connaît est apparue sur la compilation Les années chansons éditée par le magazine Platine en 1994. Celle-ci, sortie sans l'accord de la chanteuse, sera interdite de commercialisation, avant de figurer sur sa compilation En secret sortie en 2009,. Une version différente de l'originale a des paroles de refrain particulières : à la place du mot : « exilerai » est employé le mot : « affronterai ».
Deux remixes furent également publiés sur le maxi 45 T de 1986, le « Special remix 1 » (disponible sur la compilation Les plus grands succès de Jeanne Mas) et le « Spécial remix 2 » (disponible sur l'édition limitée de la compilation J'M - Le meilleur de Jeanne Mas). Enfin, le « Kamp House Remix » a été réalisé par DJ Esteban en 2006 et est disponible sur la première édition de l'album The Missing Flowers ainsi que sur la compilation My 80's.

## Accueil commercial
Le titre a été certifié disque d'or par le SNEP et s'est écoulé à 680 000 exemplaires. Jeanne Mas devient alors la première artiste à décrocher un deuxième no 1 au Top 50.
- France[7] : classé du 17 mai 1986 au 18 octobre 1986, soit pendant 23 semaines dans le Top 50. Meilleur classement hebdomadaire : 1 (x 2).

| Semaine    | 1   | 2  | 3  | 4  | 5  | 6  | 7  | 8  | 9  | 10 | 11 | 12 | 13 | 14 | 15 | 16 | 17 | 18  | 19  | 20  | 21  | 22  | 23  |
| ---------- | --- | -- | -- | -- | -- | -- | -- | -- | -- | -- | -- | -- | -- | -- | -- | -- | -- | --- | --- | --- | --- | --- | --- |
| Classement | 14e | 9e | 3e | 3e | 2e | 2e | 2e | 1e | 1e | 3e | 2e | 2e | 3e | 3e | 3e | 7e | 9e | 13e | 12e | 22e | 29e | 28e | 41e |

## Liste de titres
| A. | En rouge et noir       | 4:32 |
| B. | Plus forte que l'océan | 4:09 |

| A. | En rouge et noir (Special Remix 1) | 5:00 |
| B. | En rouge et noir (Special Remix 2) | 5:17 |

Le titre figure sur plusieurs albums de Jeanne Mas, dont Femmes d'aujourd'hui, Le Meilleur de Jeanne Mas (sorti en 2001, piste 14), Best of (sorti le 6 septembre 2004, en piste 3). Le titre est aussi sur plusieurs compilations des années 1980, dont Classiques 80 et Le Top : 20 ans de tubes, Vol. 1.

## Classements
| Classement (1986)             | Meilleure position |
| ----------------------------- | ------------------ |
| Europe (Eurochart Hot 100)    | 23                 |
| France (SNEP)                 | 1                  |
| Québec (Palmarès francophone) | 2                  |

| Classement (1986)          | Position |
| -------------------------- | -------- |
| Europe (Eurochart Hot 100) | 54       |
| France (SNEP)              | 9        |

### Certifications
| Pays                                                             | Certification | Ventes certifiées |
| ---------------------------------------------------------------- | ------------- | ----------------- |
| France (SNEP)                                                    | Or            | 500 000*          |
| *Ventes selon la certification xNon précisé par la certification |               |                   |

## Reprises
En 2005, la chanson a été reprise par Jean-Jacques Goldman, Lorie, Gérard Jugnot et Liane Foly dans le cadre de la tournée des Enfoirés. D'une durée de 3:40, cette nouvelle version de ce titre figure sur les albums 2005 : Le train des Enfoirés (sorti le 7 mars 2005, en piste 13) ainsi que sur La compil' (Vol. 3) (sorti le 25 novembre 2005, en piste 15).
En 2014, la chanson a également été reprise par Martine St-Clair en version single.